# Ислам в Йемене
Ислам в Йемене (араб. الإسلام في اليمن ) восходит к 630 году и является наиболее распространённой религией страны.

## Состав мусульман
Йеменцы делятся на две основные группы: около 60% — сунниты-шафииты и около 40% — шииты-зейдиты. Сунниты проживают преимущественно на юге и юго-востоке страны. Шииты проживают преимущественно на севере и северо-западе страны. В крупных городах представлены все религиозные общины.